# Schützenhaus Löbejün

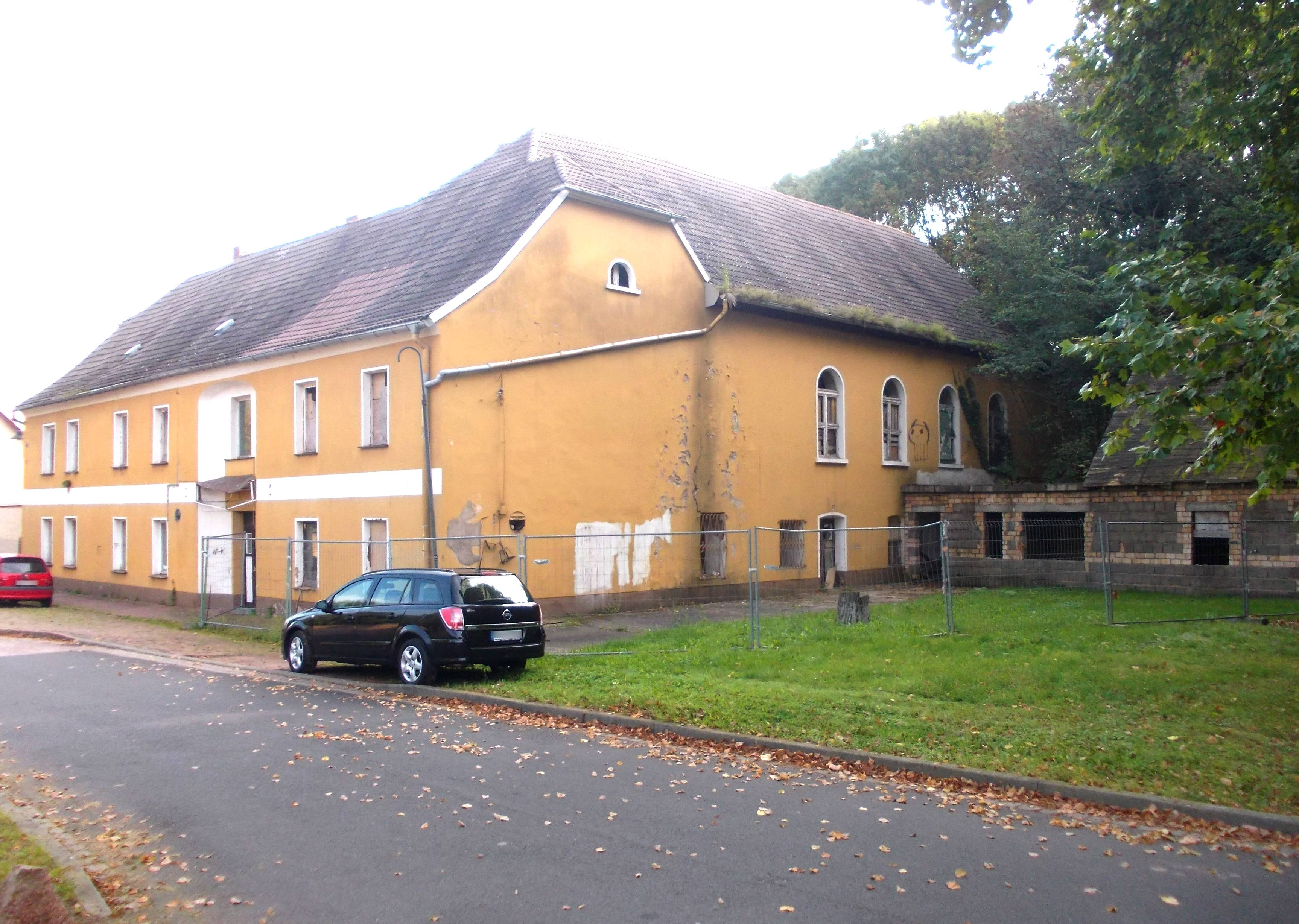
Schützenhaus von Löbejün

Das Schützenhaus Löbejün ist ein denkmalgeschütztes Gebäude in der Ortschaft Löbejün der Stadt Wettin-Löbejün in Sachsen-Anhalt. Im örtlichen Denkmalverzeichnis ist das Vereinsheim unter der Erfassungsnummer 094 55238 als Baudenkmal verzeichnet.

## Geschichte
Bei dem Gebäude mit der Adresse Karl-Heyer-Straße 12 handelt es sich um das 1822 errichtete Schützenhaus von Löbejün. Das Gebäude wurde im Auftrag der Schützengilde Löbejün 1699 gebaut. Aufgrund der Lautstärke der Feuerwaffen wurde das Gebäude außerhalb des Dorfes, in der Nähe des Halleschen Tores errichtet. Durch den Aufbau des Militärs wurden die Schützengilden zu Vereinen und die Schützenhäuser zu Vereins- und Wirtshäusern. Seit 1925 befand sich im Gebäude ein Kino, welches später in ein anderes Gebäude umzog. Die Sowjetische Militäradministration verbot 1945 alle Schützenvereine und das Gebäude wurde zu einem Volkshaus. Im Jahr 2008 gab es Überlegungen im Gebäude eine Grundschule einzurichten, dies wurde nicht umgesetzt. Heute steht das Gebäude leer und verfällt immer weiter.